# Tuve Hasselquist
Tuve Nilsson Hasselquist, född den 2 mars 1816, död den 4 februari 1891, var en svenskamerikansk präst och kyrkoledare.
Hasselquist föddes i Hasselröd i nuvarande Osby kommun i dåvarande Kristianstads län. Efter studier vid Lunds universitet prästvigdes han för tjänstgöring i Svenska kyrkan (Lunds stift) 1839. Pastor Hasselquist kallades därifrån 1851 och utvandrade till Förenta Staterna 1852. 
Han for som gensvar på en förfrågan från Lars Paul Esbjörn om hjälp med det kyrkliga arbetet bland svenskarna i Illinois. Esbjörn hade anlänt till Andover, Illinois från Sverige 1849 som den först svenske lutherske prästen i Övre mellanvästern.
Hasselquist verkade som pastor i Galesburg, Illinois. Från 1855 till 1859 var han också redaktör och ansvarig utgivare för den första svenskspråkiga tidningen i Amerika Hemlandet. Hasselquist grundade Swedish Lutheran Publication Society som ett bokförlag för svenskspråkiga böcker, psalmböcker och andra lutherska publikationer. 
Svenska lutheraner, bland andra Hasselquist, Lars Paul Esbjörn, Jonas Swensson och Erland Carlsson organiserade den synod som senare blev Augustana Evangelical Lutheran Church 1860. Hasselquist blev den förste (grundande) presidenten för Augustanasynoden och kvarstod som sådan till 1870.
1863 övertog han ledningen av synodens prästseminarium, som 1875, under hans ledning, flyttade till Rock Island, Illinois, vilket innebar att det fick en central placering i förhållande till det växande antalet församlingar. Tuve Hasselquist fortsatte som president vid Augustana College till 1891, året för hans död.